# Антим Саридис
Антим (на гръцки: Άνθιμος, Антимос) е гръцки духовник, мъгленски, визенски и мидийски и маронийски митрополит на Вселенската патриаршия.

## Биография

### Ранни години
Роден е в 1870 година в квартала Ипсоматия в Цариград със светско име Георгиос Саридис (Γεώργιος Σαρρίδης). В Ипсоматия получава и начално образование в местното гръцко училище и в 1885 година постъпва в Централното духовническо училище в Галата, създадена при първото управление на патриарх Йоаким III Константинополски (1878 - 1884). Учи в свещеническото училище до 1888 година, когато училището е затворено за постоянно поради липса на финансови средства. С подкрепата на митрополит Антим Амасийски е приет в Халкинската семинария. Хиротонисан е за дякон и в 1896 година завършва семинарията с теза „Нашият Господ наистина е възкръснал“.
Служи като архидякон в Амасийската митрополия при митрополит Антим, който го удостоява с офикията архимандрит и го назначава за протосингел на епархията (1896 - 1899), като Антим показва и пастирски и административни умения.

### Родостолски епископ в Лозенград
По предложение на митрополит Антим Амасийски Светият синод го избира и на 25 ноември 1899 година е ръкоположен за родостолски епископ, викарен на Одринската митрополия със седалище в Лозенград. В Лозенград Антим се отличава с пастирската и благотворителната си дейност, както и с усилията си да утвърди гърцизма и да спре българското учебно и църковно дело.

### Мъгленски митрополит
На 31 март 1905 година е избран митрополит на Мъгленска епархия, която е в центъра на българо-гръцкия църковен и просветен сблъсък. И в Лерин Антим развива широка църковно-пастирска, но и антибългарска дейност, като работи срещу Българската екзархия и срещу румънското просветно дело в епархията. Заради тези си действия, под натиск от Високата порта, Патриаршията е принудена да го премести през февруари 1908 година във Виза.

### Визенски митрополит
От 19 февруари 1908 година Антим е визенски и мидийски митрополит. Във Виза отново развива дейност по ограничаване на българското просветно и църковно движение в областта. По негова поръчка в 1909 година е убит видният български лидер в областта Тодор Шишманов. Митрополит е в тежкото за гърцизма време на Балканската война (1912 - 1913), когато областта е завладяна от Българската армия, а след това през Междусъюзническата война (1913) е реокупирана от османците.
В 1911 година при второто управление на патриарх Йоаким III Константинополски (1901 - 1912) става член на Светия синод, назначен е за председател на Смесения съвет и за председател на женското училище Запио. Мандатът му като член на Синода е подновен в 1912 година.
В 1914 година, след изтичането на мандата му като член на Синода, Антим се завръща в епархията си. Поради Първата световна война в 1917 година е изгонен от епархията си и се установява в Цариград, където Патриаршията му поверява предимно хуманитарни мисии по прехраната и подсигуряването на бежанците. Често ходи до Солун, за да иска подкрепата на гръцката държава. Председател на Комисията по благотворителността на Патриаршията.
Когато през 1918 година патриарх Герман V Константинополски е принуден да подаде оставка, за наместник на престола е избран митрополит Доротей Бурсенски, който отново прави Антим Визенски член на Светия синод и същевременно той става член на Смесения съвет на Патриаршията, председател на настоятелството на Великата народна школа и на Запио.
През ноември 1921 година Антим и шестима други йерарси се противопоставят на процеса на избор на нов патриарх, но въпреки това Синодът определя дата за избора 25 ноември 1921 година и заменя седмината свои членове с нови. На 12 ноември Антим се среща в Солун с 37 митрополити, за да обсъдят как да реагират на евентуален избор на Мелетий Атински. Станалият избор на Мелетий за патриарх е обявен от седмината за незаконен и на 25 ноември те пишат до Синода протестно писмо.
След интронизацията на Мелетий, отношенията им с Антим се подобряват и Мелетий го оставя на поста отговарящ за изменението на календара, на който е назначен в 1920 година. На 1 септември 1920 година Антим представя доклад за календарната реформа на Синода, който след две години в 1922 година публикува „Проблемът с календара“. В този период Антим оглавява и реформаторското движение в Патриаршията, като заедно с други богословие издава списание „Анагенисис“ (Възраждане), което публикува идеите им възстановяването на всички нива на църковния и социален живот на християните. Антим пише и в официалното списание на Патриаршията „Еклисиастики Алития“, както и в ежедневния печат на Константинопол.

### Маронийски митрополит
От 17 ноември 1922 година до смъртта си в 1938 година в Атина Антим е маронийски и тасоски митрополит. Новата му катедра е в рамките на Гърция и пред него отново изниква календарният проблем, тъй като Църквата на Гърция в 1923 година решава да използва Юлианския календар. От 1928 година епархиите на Вселенската патриаршия в Северна Гърция или така наречените Нови земи, са предоставени за управление на Църквата на Гърция и Антим на два пъти е член на Синода в Атина. С помощта на митрополит Герман Спартански Антим успява да наложи схващанията си пред гръцката държава. Той е катализаторът за отпускането на финансова помощ от държавата на свещенослужителите, които по това време са в пълна бедност, а на заседание на Светия синод на 15 октомври 1931 г. представя меморандум, доказващ, че корекцията на църковния календар е правилна, необходима и редовна.
В Гюмюрджина митрополит Антим развива и значителна църковно-пастирска и благотворителна дейност. Опитва се да подпомага всячески настанените в епархията му бежанци, които са на прага на крайната бедност. Създава много училища и изгражда много храмове. В средата на 30-те години открива Общата болница „Сисманоглу“ в Гюмюрджина, за чието основаване той е основният вдъхновител. Антим убеждава правителство на Елевтериос Венизелос да създаде в Гюмюрджина първото свещеническо училище в цяла Западна Тракия, което да обучава нови, способни свещеници. Идеята му не успява да се изпълни, поради смъртта му. Името на Антим се свързда и с новата църква „Света София“ в Гюмюрджина, чийто основен камък, заедно с този на ново основно училище е положен от него и Венизелос през май 1930 година.
Митрополит Антим се разболява тежко през лятото на 1938 година и е хоспитализиран в Атина, където умира през август същата година. Тялото му е пренесено в атинския митрополитски храм, където е опят от неговия колега от свещеническото училище в Галата, архиепископ Хрисостом Атински. След това тялото му, каквато е било предсмъртното му желание, е пренесено в Гюмюрджина и погребан в двора на „Света София“. При митрополит Василий Маронийски и Тасоски (1941 - 1952) останките на Антим са препогребани в семеен гроб в гробището на Гюмюрджина, където е погребана и майка му. При митрополит Тимотей Маронийски и Гюмюрджински на гробището в Гюмюрджина е построена костница за йерарсите и там са положени останките на Антим, както и на предшествениците му митрополитите Йоаникий Маронийски (1838 - 1839) и Хрисант Маронийски (1888 - 1893).